# Neoamerioppia lanceolata
Neoamerioppia lanceolata är en kvalsterart som först beskrevs av Hammer 1958.  Neoamerioppia lanceolata ingår i släktet Neoamerioppia och familjen Oppiidae. Inga underarter finns listade i Catalogue of Life.